# Terremoto de Yangjiang de 1969
El terremoto de Yangjiang de 1969 ocurrió el 26 de julio de 1969 a las 06:49, hora local de Beijing. Tuvo una magnitud de 6,4 en la escala de magnitud de momentoy una intensidad máxima percibida de VIII en la escala de intensidad de Mercalli. Golpeó la ciudad de Yangjiang, provocando el derrumbe de más de 10.700 casas y daños graves a otras 36.000. El terremoto también provocó deslizamientos de tierra y golpes de arena observados a lo largo de la costa y a lo largo de algunos ríos en la zona de Yangjiang. El terremoto también se sintió en Hong Kong. Hubo un total no confirmado de 3.000 muertes.

## Entorno tectónico
La provincia de Cantón se encuentra en una parte tectónicamente estable de China, que tiene una sismicidad relativamente baja. La zona forma parte del margen pasivo entre la corteza continental de China y la corteza oceánica de la parte norte del Mar de China Meridional. Dentro del estable Bloque del Sur de China, hay tres zonas de mayor actividad sísmica, una de las cuales es la zona sísmica de la costa sureste de China que atraviesa las provincias de Guangdong y Fujian. Esta zona sigue el cinturón plegado marítimo del sur de China, que se formó por un evento de subducción durante las épocas del Jurásico tardío al Cretácico temprano.El área se encuentra actualmente en un régimen de tensiones de compresión con la tensión horizontal máxima orientada de noroeste a sureste. Esto es el resultado de una combinación de la colisión continua entre las placas india y euroasiática y la subducción de la placa del mar de Filipinas.

## Terremoto
El terremoto se produjo en una falla de pronunciada pendiente que se extendía casi de este a oeste. El mecanismo focal muestra fallas principalmente dextrales por deslizamiento. La magnitud y el número de terremotos anteriores y posteriores registrados fueron inusualmente pequeños, considerando el tamaño del terremoto principal.Este terremoto es el único evento dañino en el área epicentral en los registros históricos.

## Daños
El área epicentral se encontraba principalmente en el condado de Yangjiang, afectando un área de 19 por 10 kilómetros, alargada de oeste a este. En todo el condado, un total de 10.762 casas quedaron completamente destruidas, otras 35.965 sufrieron graves daños y otras 90.840 sufrieron algún daño. En Xinyi unas 1.200 casas sufrieron algún daño y varias quedaron destruidas. El terremoto también se sintió con fuerza en Fengkai, Huaiji, Xinzhong, Deqing, Zhaoqing, Yunan, Zengcheng, Gaohe y Panyu, aunque no hubo daños graves en estas zonas. También se informaron daños menores en Hong Kong.Un informe de 3.000 víctimas causadas por este terremoto se califica como "no confirmado".